# Benin City Challenger 2 1986
Il Benin City Challenger 2 1986 è stato un torneo di tennis facente parte della categoria ATP Challenger Series nell'ambito dell'ATP Challenger Series 1986. Il torneo si è giocato a Benin City in Nigeria dal 17 al 23 novembre 1986 su campi in cemento.

## Vincitori

### Singolare
Nduka Odizor ha battuto in finale  Tony Mmoh con il punteggio di 7–6, 6–2

### Doppio
Rill Baxter /  Larry Scott hanno battuto in finale  Stanislav Birner /  Jarek Srnensky con il punteggio di 4–6, 6–3, 6–4